# سیارک ۶۷۳۷
سیارک ۶۷۳۷ (به انگلیسی: 6737 Okabayashi، نامگذاری:1993ER) شش هزار و هفتصد و سی و هفتمین سیارک کشف شده‌است که در ۱۵ مارس ۱۹۹۳ کشف شد.
قدر مطلق سیارک برابر ۱۳٫۳۰ است.